# Juganiec
Juganiec (ros. Юганец) – osiedle typu miejskiego w Rosji, w obwodzie niżnonowogrodzkim, w rejonie wołodarskim. W 2010 liczyło 2923 mieszkańców.